# اخلاق جنسی در اسلام و جهان غرب
اخلاق جنسی در اسلام و جهان غرب از آثار مرتضی مطهری در مباحث اخلاق است که بر اساس بخشی از مقالات وی تدوین شده‌است. در این کتاب، مطهری می‌کوشد با اشاره به دیدگاه‌های ویل دورانت و برتراند راسل در زمینهٔ اخلاق جنسی و یافتن اهداف آنان از آزادی در امور جنسی، با تکیه بر منابع اسلامی پاسخ گوید، و این‌گونه مقایسه‌ای میان اسلام و جهان غرب در مسئلهٔ محدودیت یا عدم محدودیت امور جنسی در جامعه انجام دهد و از دیدگاه‌های اسلام دفاع کند.

## طرح کلی کتاب
در کتاب «اخلاق جنسی در اسلام و جهان غرب»، نویسنده مرتضی مطهری، بحث «اخلاق جنسی» را در ابعاد مختلف آن در مکاتب غرب بررسی و سپس این نظریه‌ها را نقد می‌کند. او سپس به بیان دیدگاه مکتب اسلامی می‌پردازد. او نقاط قوت و مزایای دیدگاه اسلامی را نسبت به دیدگاه غربی برشمرده و تأکید می‌کند که دیدگاه اسلامی موجب ارتقا شخصیت انسان و رشد مثبت خانواده و جامعه می‌شود.
موضوع اصلی این کتاب خانواده و زن است. این کتاب حق و حقوق زن در اسلام، اهمیت خانواده و مناسبات روابط زن و مرد را توضیح می‌دهد، همچنین الزامات اخلاقی و رفتاری رابطه زن و مرد را نیز بیان می‌کند.
استاد مطهری اخلاق جنسی را بخشی از اخلاق به معنای عام، شامل عادات، خصوصیات و روشهای انسانی می‌داند که به غریزه جنسی بستگی دارد. برخی از این خصوصیات و روش‌ها عبارتند از: حیا زنان از مردان، غیرت مردان، عفت و وفاداری زنان نسبت به شوهران، مسایل مربوط به حجاب و مسایل ممنوعه از نظر اسلام در امور جنسی.
استاد مطهری همچنین عقاید تحقیرآمیز دربارهٔ زنان در میان اقوام و قبایل بدوی را به میان کشیده و از آن‌ها انتقاد می‌کند. عقایدی با این مضمون که زن یک انسان کامل نیست، زن یک موجود برزخی مابین انسان و حیوان است، زن روح عقلانی ندارد، زن هرگز وارد بهشت نمی‌شود و بسیاری دیگر از این‌ها. مطهری می‌گوید این عقاید و باورها، غیر از احساس بیهوده غرور در مردان و احساس حقارت در زنان چیزی در برندارند و هرگز برای شناخت حقیقت انسانی زنان کافی نیستند. او می‌گوید اعتقاد به پلید بودن رابطه جنسی به‌طور مساوی روح زن و مرد را آشفته می‌کند و تعارض شدیدی بین غریزه طبیعی از یک سو و اعتقاد مذهبی از سوی دیگر ایجاد می‌کند.
مرتضی مطهری خاطرنشان می‌کند که آشفتگی روانی که منجر به عواقب ناگوار می‌شود، همیشه نتیجه تعارض بین تمایلات طبیعی و مخالفت اجتماعی با غرایز است. با توجه به این نکته، منطق عالی اسلام در رابطه با امور جنسی توجه زیادی به خود جلب می‌کند. در اسلام کوچک‌ترین اشاره‌ای به بدی غریزه جنسی و تأثیرات آن نشده‌است. اسلام از اثرات این غریزه برای تنظیم آن استفاده کرده‌است. او می‌گوید از نظر اسلام، روابط جنسی از برخی جنبه‌ها برای صلاح جامعه کنونی یا نسل بعدی محدود شده‌است و در این راستا، اسلام اقداماتی را توصیه می‌کند که منجر به احساس محرومیت و شکست و سرکوب غریزه جنسی نمی‌شود. متأسفانه دانشمندان غربی که از مسیحیت، بودیسم و… در این زمینه انتقاد می‌کنند، در مورد اسلام سکوت کرده‌اند.

## فصل‌های کتاب

### علاقه جنسی یا گناه ذاتی در جهان قدیم
استاد مطهری در این فصل عنوان می‌کند که: چه چیزی باعث می‌شود که انسان با بدبینی به غریزه طبیعی خود نگاه کند و در واقع بخشی از وجود خود را محکوم کند؟ از نظر اسلام، غریزه جنسی نه تنها با معنویت در تعارض نیست، بلکه بخشی از خلق و خوی پیامبران است. پیامبر اسلام و ائمه اطهار (ع)، بر اساس بسیاری از آثار و روایات، به وضوح عشق و علاقه خود را به زنان ابراز می‌داشته‌اند و برعکس، کسانی را که مایل به راهب شدن بودند را به شدت سرزنش می‌کردند. یکی از اصحاب پیامبر، به نام عثمان بن مظعون، بیش از حد عبادت می‌کرد، هر روز روزه می‌گرفت، و شب‌ها تا صبح نماز می‌خواند. همسر عثمان در این مورد به پیامبر خبر داد. در حالی که نشانه‌های خشم در چهره پیامبر مشهود بود، برخاست و به نزد عثمان بن مظعون رفت و به او گفت: «ای عثمان، بدان که خدا مرا برای رهبانیت نفرستاده، شریعت من، یک شریعت طبیعی آسان است، من خودم هم نماز می‌خوانم و هم روزه می‌گیرم و با همسرم نیز نزدیکی می‌کنم، هر کسی که می‌خواهد از من پیروی کند باید سنت من را بپذیرد. ازدواج و رابطه بین زن و مرد یکی از سنت‌های من است.

### اخلاق جنسی
مطهری در این فصل می‌گوید: به دلیل قدرت و کشش فوق‌العاده غریزه جنسی، اخلاق جنسی که قسمتی از اخلاق انسانی به آن وابسته است، همیشه یکی از مهمترین قسمتهای علم اخلاق بوده‌است. اما ریشه این اخلاق چیست؟ آیا این اخلاق از ذات انسان سرچشمه گرفته‌است؟ آیا طبیعت این احساسات و عواطف را در انسان تحریک کرده‌است تا به اهداف خود برسد و زندگی بشر را که به‌طور طبیعی اجتماعی است، سر و سامان دهد؟ یا دلایل دیگری در کار بوده که در طول تاریخ روحیه انسان را تحت تأثیر قرار داده‌است تا این نوع اخلاق به تدریج بخشی از ضمیر اخلاقی انسان شود. امروز چه باید کرد؟ در زمینه اخلاق جنسی، بشر برای رسیدن به سعادت باید چه راهی را دنبال کند؟
خداوند هیچ عضوی از بدن را بیهوده خلق نکرده و استعدادی را بی‌حکمت ایجاد نکرده‌است. همان‌طور که باید از تمام اعضای بدن مراقبت کرد، استعدادهای غریزی را نیز باید حفظ و غذای لازم به اندازه کافی برای شکوفایی آن را فراهم کرد. باید به رشد آنها کمک کرد. «خداشناسی» ما را به این اصل می‌رساند: پرورش استعدادها و جلوگیری از هدر رفتن آنها. برخی تصور می‌کنند که اخلاق و معارف اسلامی مبتنی بر جلوگیری و منع استعدادهای طبیعی است. آنها اصطلاحات تخصصی اسلامی در زمینه «تزکیه و تهذیب نفس» را بهانه کرده‌اند. در قرآن آمده‌است: «رستگار شد آن کس که نفس خویش را پاکیزه کرد». از این آیه می‌توان فهمید که اولاً، قرآن آلودگی ضمیر انسان را ممکن می‌داند، ثانیاً، پاک کردن ضمیر از آن ناخالصی‌ها را به اختیار خود انسان می‌گذارد، و سوم آن که این امر را لازم و واجب می‌داند و سعادت و نجات را در آن.
در یک جا، قرآن به نفس با صفت «امر کننده به بدی» اشاره کرده‌است؛ در جای دیگر با صفت «ملامت کننده خود» که به معنای سرزنش خود برای ارتکاب گناه است و در جای دیگر با صفت «اطمینان یافته» که به معنای رسیدن به آرامش و رسیدن به کمال است. از همه اینها می‌توان فهمید که از نظر قرآن، طبیعت نفسانی انسان می‌تواند حالات مختلفی داشته باشد. بنابراین، اسلام در فلسفه نظری خود ذات نفسانی انسان را ذاتاً شرور نمی‌داند و در فلسفه عملی خود برخلاف نظامهای فلسفی و تربیتی هندی، مکتب کلبیون و آیین مانوی و مسیحیت، از روش تخریب قدرت‌های نفسانی یا حداقل سرکوب و اقدامات سخت گیرانه بر آنها پیروی نمی‌کند. همان‌طور که دستورالعمل‌های عملی اسلام این ادعا را تأیید می‌کند.
اگر از نظر اخلاق اسلامی، استعدادهای طبیعی نباید از بین بروند، پس معنای «کشتن نفس» که در تعابیر دینی و بیشتر در تعابیر عرفانی اسلامی یافت می‌شود، چیست؟ اسلام نمی‌گوید که ذات غریزی و استعداد ذاتی طبیعی باید از بین برود، اسلام می‌گوید «بخش وسوسه کننده به بدی» باید خاموش شود. همان بخشی که از آن با «نفس اماره» یاد می‌شود و نشان دهنده یک اختلال و نوعی عصیان است که به دلایل خاصی در ضمیر انسان رخ می‌دهد. کشتن این نفس به معنای خاموش کردن و سرکوب فتنه و عصیان در حوزه قدرتها و استعدادهای غریزی است. بین خاموش کردن فتنه و از بین بردن نیروهای ایجاد کننده فتنه تفاوت وجود دارد. خاموش کردن فتنه، مستلزم نابودی افراد و نیروهایی نیست که باعث آشوب و فتنه شده‌اند، بلکه نیاز به از بین بردن عواملی است که این افراد و نیروها را مجبور به فتنه می‌کنند. این نوع خاموش کردن گاهی با اشباع و راضی کردن نفس و گاه با مخالفت با آن حاصل می‌شود.

### آشفتگی غرایز و میلها
استاد مطهری در این بخش از کتاب آورده‌است که: سرکوب غرایز و تمایلات، به ویژه غریزه جنسی، آسیب‌ها و ناراحتی‌های بسیاری را به بار می‌آورد. اصلی که شاید مورد قبول اکثر اندیشمندان باستان قرار داشت این بود که هر چه غرایز و تمایلات طبیعی ضعیف‌تر بمانند، زمینه برای غرایز و نیروهای عالی‌تر آماده‌تر است، اما این ایده هیچ پایه و اساسی ندارد. محرومیت منشأ شکل‌گیری عقده است و عقده ممکن است به صفات خطرناکی مانند میل به ظلم و جنایت، خودخواهی، حسادت، انزوا، بدبینی و غیره ختم شود.
سرکوب نکردن غرایز به معنای آزاد کردن بی قید و شرط آنها نیست، به معنی از بین بردن همه محدودیت‌ها و آداب نیست. همین‌طور اشباع غریزه نیز مغایر با اصل عفاف و تقوا نیست، بلکه فقط در سایه عفت و تقوا می‌توان آن غریزه را به اندازه کافی اشباع کرد و از هیجان و ناراحتی‌های غیرضروری و احساس محرومیت و سرکوب ناشی از آن عواطف جلوگیری کرد. به عبارت دیگر، «پرورش» غریزه‌ها مساوی با «ارضای بی‌پایان» خواسته‌های آنها نیست. یکی از ویژگی‌ها و امتیازات انسان نسبت به حیوان این است که ممکن است دو نوع میل در انسان پیدا شود، میل‌های صادقه و میل‌های کاذب. میل‌های صادقه خواسته‌هایی هستند که برای ذات اصلی انسان لازم است. طبیعت هر انسانی، تمایل به حفظ خود، قدرت و سلطه، امور جنسی، غذا خوردن و مواردی از این دست دارد. هر یک از این میل‌ها دارای هدف و حکمتی است، علاوه بر این، این میل‌ها محدودیت دارند. همین میل‌ها می‌توانند زمینه‌ساز یک خواسته کاذب باشند، به عنوان مثال اشتهای کاذب مردم نسبت به غذا که کاملاً مشهور است. در برخی از این میل‌ها و غرایز، که غریزه جنسی یکی از آنهاست، این تمایل می‌تواند به یک عطش معنوی تبدیل شود، پس از آن قناعت و پایان سرش نمی‌شود. غریزه طبیعی می‌تواند اشباع شود، اما میل کاذب اشباع شدنی نیست، به ویژه اگر به شکل تشنگی معنوی در آید.

### انضباط جنسی، غریزه عشق
انسان باید با غرایز و میل‌های خود مانند یک دولت عادلانه و دموکراتیک با مردم رفتار کند. یکی از موضوعات مهم اخلاق جنسی، مسئله عشق است. عرفا عشق را در همه اشیا جاری و عشق انسان به انسان را مظهر آن حقیقت کلی دانسته‌اند. از نظر تأثیرات روانشناختی و اجتماعی عشق، یعنی از نظر تغییراتی که در روحیه ایجاد می‌کند و از نظر تأثیری که در خلق آثار هنری، ذوقی و اجتماعی دارد، عشق با یک شهوت ساده بسیار تفاوت دارد، شهوتی که هدف آن فقط ارضا و اشباع خود است.
حالت ابتدایی شهوت تا زمانی که شکلی هوس‌انگیز داشته باشد، خودخواهانه است و در این حالت انسان به عنوان یک ابزار به موضوع هوس نگاه می‌کند، اما به محض اینکه شکل عشق پیدا کند، موضوع مورد نظر آنقدر اصیل می‌شود که عزیزتر و گرانبهاتر از زندگی انسان می‌شود. تا آنجا که شخص می‌خواهد جان خود را فدا کند.
از دیدگاه شرقی، عشق به روح، شخصیت و شکوه می‌بخشد، الهام بخش است، دارای اثر کیمیاگری است، مکمل است، پاک کننده است، نه به این دلیل که به محبوب منتهی می‌شود، زیرا عشق ضمیر انسان را از جلوه‌های خودخواهی آزاد می‌کند. عشق یکی از چیزهایی است که قابل توصیه و تجویز نیست.

### عشق و عفت
دو نوع عشق ممکن است وجود داشته باشد: یکی به صورت حالت شور و اشتیاق، که در نتیجه دور از دسترس بودن معشوق و هیجان فوق‌العاده روحی و تمرکز قوای فکری در یک نقطه واحد از یک سو و قاعده عفاف و تقوا برای روح عاشق از سوی دیگر. این نوع عشق تغییرات شگفت‌انگیزی را در روحیه فرد ایجاد می‌کند و احتمالاً نبوغ ایجاد می‌کند. البته جدایی از معشوق مهم‌ترین شرط ظهور چنین حالتی است و پیوستن به معشوق محل دفن آن است، حداقل پیوستن به معشوق مانع از رسیدن این عشق به اوج شدت و ایجاد تغییرات شگفت‌انگیز مورد نظر فلاسفه می‌شود. چنین عشق‌هایی بیشتر درونی هستند، یعنی موضوع خارجی بهانه‌ای است برای جوشیدن این عشق از درون.
نوع دیگر عشق، محبت، لطافت، صفا و صمیمیت است که به مرور زمان و در نتیجه معاشرت مداوم و مشارکت در سختی‌ها و ضعف‌ها و شادی‌ها و غم‌های زندگی و سازگاری روحیات آنها باهم، بین زوجین به وجود می‌آید. اگر جامعه ناخالص و آلوده نباشد، و لذت‌های زن و شوهر طبق اصول پاکدامنی و تقوا به یکدیگر اختصاص داده شود، حتی در سنین پیری که شهوت فرومی‌نشیند و نمی‌تواند زن و شوهر را از این طریق به هم پیوند داد، این مهر و محبت صادقانه آن‌ها را به هم پیوند خواهد داد.
نوع اول در واقع پرواز، کشش و جذب دو روح واگراست و نوع دوم وحدت و یگانگی دو روح همراه است. هر دوی این‌ها فقط در جوامع حاکم بر عفت و تقوا می‌رویند و شکوفا می‌شوند. محیط‌های جنسی یا شبه جنسی قادر به ایجاد عشق به اصطلاح شاعرانه و عاشقانه نیستند و همچنین نمی‌توانند چنان صفا و صمیمیتی را که ذکر شد بین زوجین ایجاد کنند.

## ترجمه به انگلیسی
کتاب «اخلاق جنسی در اسلام و جهان غرب» به انگلیسی نیز ترجمه شده‌است.